# Trang (xã)
Trang là một xã thuộc huyện Đak Đoa, tỉnh Gia Lai, Việt Nam.
Xã Trang có diện tích 55,25 km², dân số năm 2006 là 4.054 người, mật độ dân số đạt 73 người/km².